# IJzervallei tussen Roesbrugge-Haringe en Elzendamme en de vallei van de Poperingevaart
De IJzervallei tussen Roesbrugge-Haringe en Elzendamme en de vallei van de Poperingevaart is een ankerplaats in de West-Vlaamse gemeenten Vleteren, Alveringem en Poperinge, lopende van Elzendamme tot Roesbrugge en de Frans-Belgische grens.
Deze ankerplaats omvat een deel van de vallei van de IJzer en de Poperingevaart. Vanaf Elzendamme stroomopwaarts heeft de IJzer een meanderend verloop, en ook de Poperingevaart is voor het merendeel bochtig. De IJzer met zijn vallei ligt laag vergeleken met het omliggende land, dat behoort tot Zandlemig Vlaanderen. Daarom kan de grond, die in de winter regelmatig overstroomt, vrijwel uitsluitend als hooi- en weiland worden gebruikt. De Eversamhoeve en de Tempeliershoeve zijn cultuurhistorisch belangwekkende boerderijen.